# Rue Pierre Bullet
Die Rue Pierre Bullet ist eine Straße im Quartier Porte Saint-Martin des 10. Arrondissements in Paris. Sie befindet sich direkt hinter der Mairie des 10. Arrondissements.

## Lage

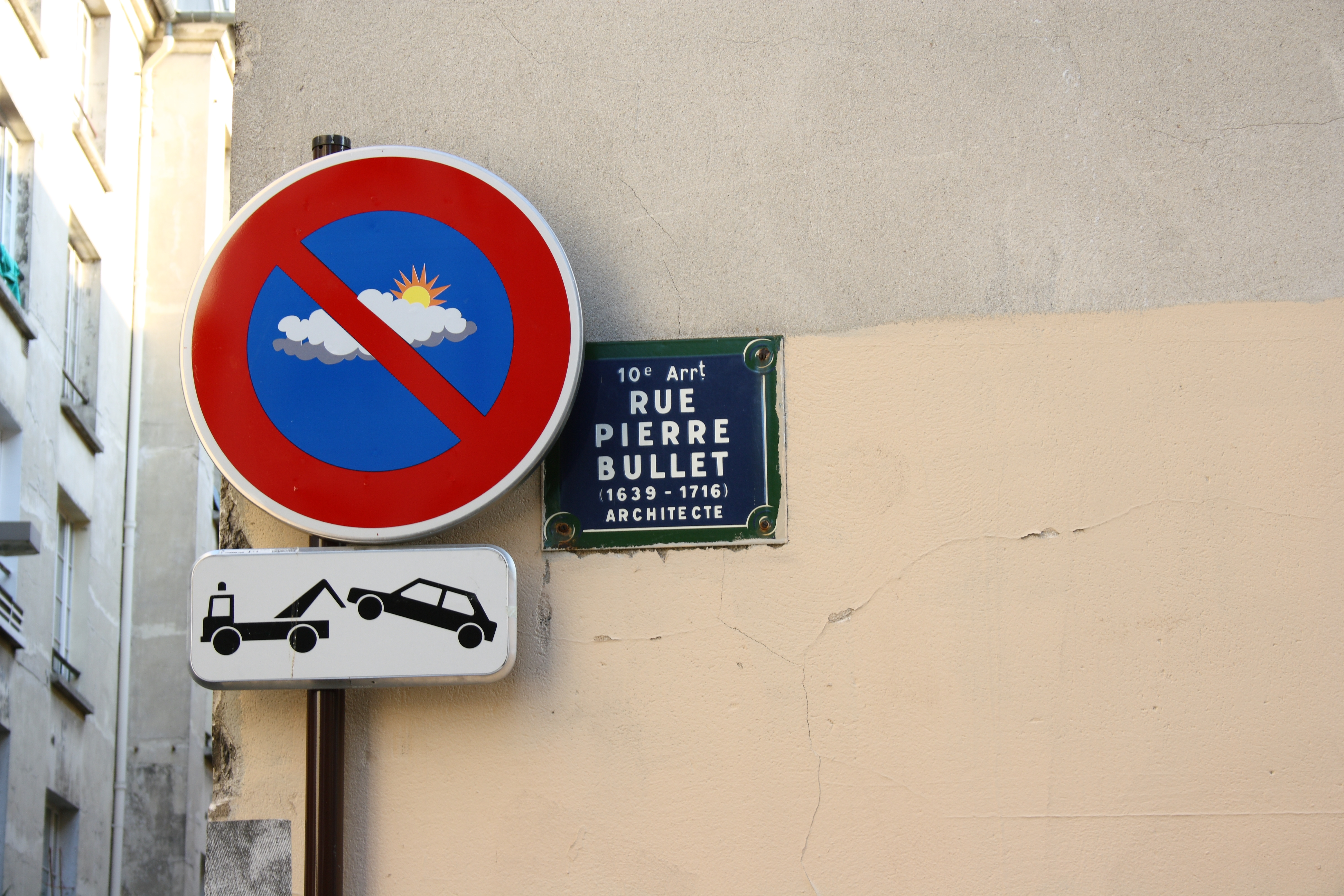
Straßenschild an der Rue Pierre Bullet/Ecke Cité Hittorf

Die Rue Pierre Bullet beginnt auf der Höhe der Nr. 52 Rue du Château d’Eau und endet an der Rue Hittorf bzw. Cité Hittorf. Sie kreuzt in ihrem Verlauf keine andere Straße.
Die Seite der ungeraden Hausnummern entspricht der Rückseite der Mairie des 10. Arrondissements, während sich auf der anderen Seite die École maternelle Pierre Bullet und das Hôtel Gouthière befinden.

## Namensursprung

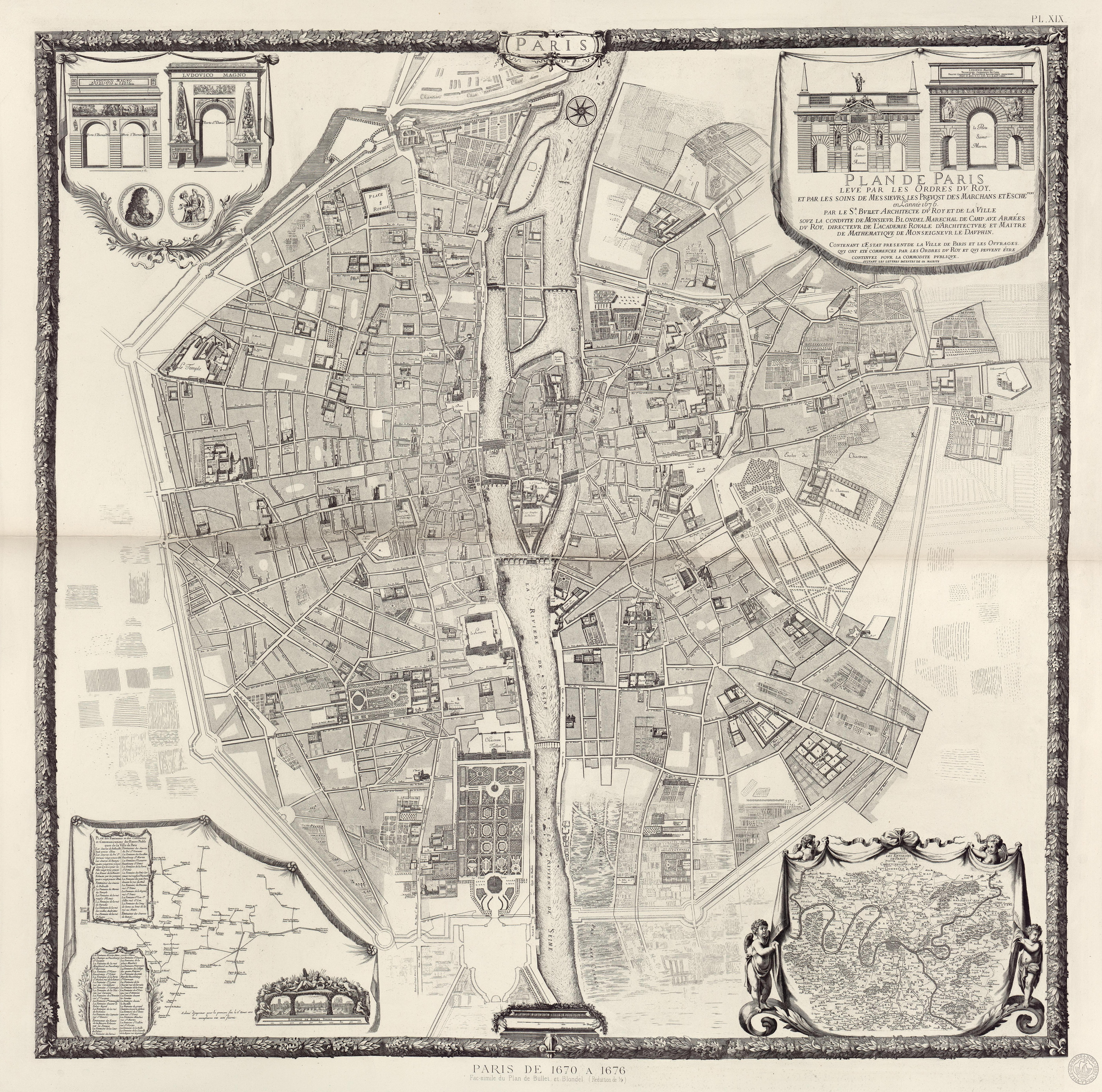
Pariser Stadtplans von 1676

Die Straße ist nach dem französischen Architekten Pierre Bullet (1639–1716), Mitautor eines Pariser Stadtplans von 1676 und Architekt der Porte Saint-Martin.

## Geschichte
Die Straße wurde 1890 fertiggestellt, hat eine Breite von 10 Metern und eine Länge von 47 Metern. Sie wird auf der linken Seite vom Rathaus des 10. Arrondissements und auf der rechten Seite von einer kommunalen Schule (Nr. 2 und 4) und dem Hôtel Gouthière (Nr. 6), das heute als Musikschule (Conservatoire Hector Berlioz) der Stadt genutzt wird, begrenzt.